# Porte de ville de Montpezat-de-Quercy
La porte de ville de Montpezat-de-Quercy est un édifice défensif en pierre situé rue de la République sur la commune de Montpezat-de-Quercy, dans le département de Tarn-et-Garonne, en France.

## Histoire
Créée au XIVe siècle, cette porte constituait un élément de fortification du bourg.
La porte est classée au titre des monuments historiques par arrêté du 17 septembre 1964.

## Description
Munie de portes en bois à croisillons, le passage extérieur est de forme ogivale alors le passage intérieur est cintré. Recouvrant un passage à l'étage, elle est recouverte en tuile occitane.

## Galerie

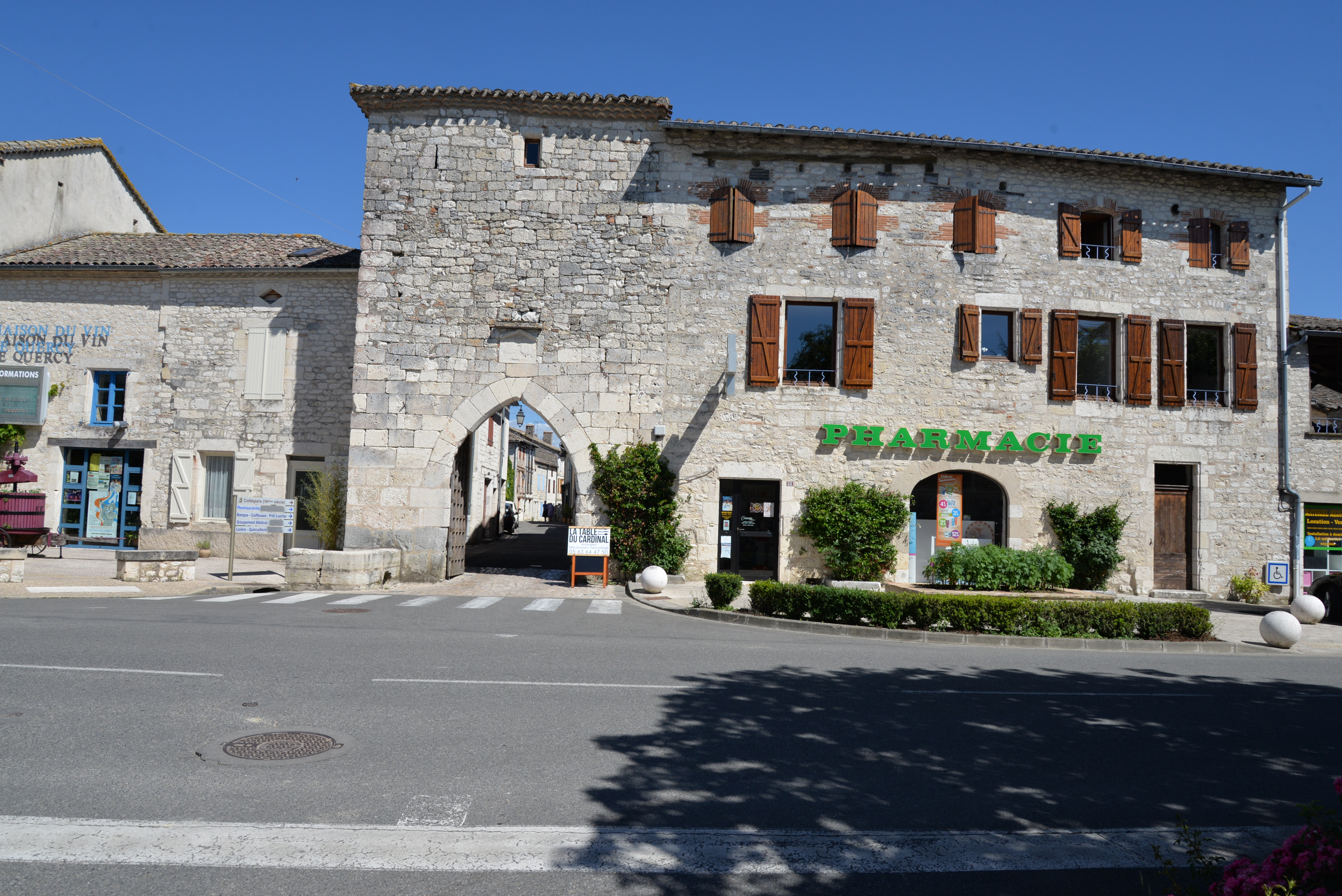
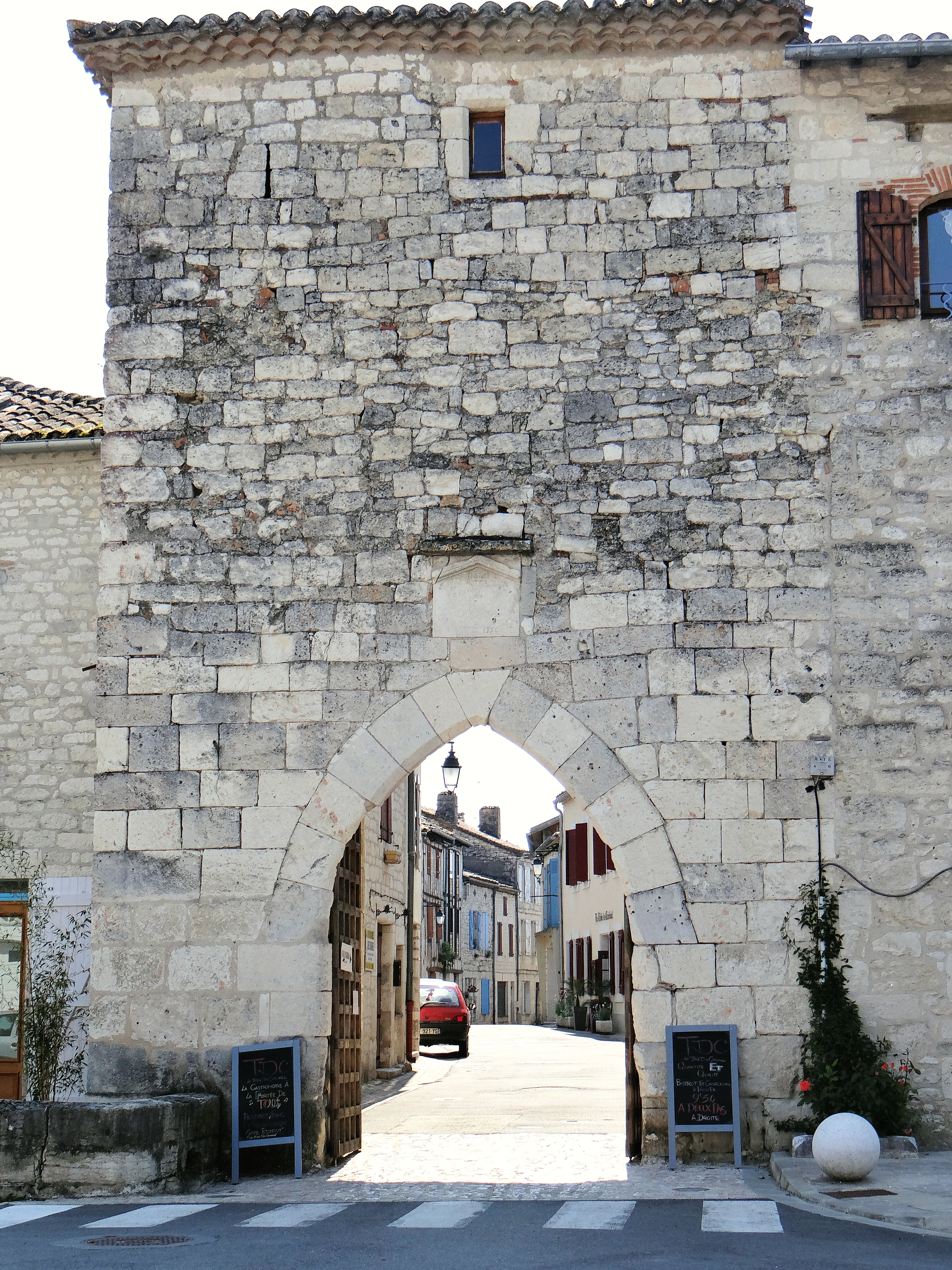